# Super Mario All-Stars
Super Mario All-Stars (känt som Super Mario Collection i Japan) är ett TV-spel utvecklat av Nintendo för Super Nintendo Entertainment System och utgivet år 1993. Spelet innehåller grafikmässiga nyversioner av Super Mario Bros., Super Mario Bros. 2, Super Mario Bros. 3 och Super Mario Bros.: The Lost Levels. Spelet släpptes igen 1994 under namnet Super Mario All-Stars + Super Mario World som även innehöll Super Mario World. År 2010 släpptes en portning av Super Mario All Stars till Wii för att fira Super Mario Bros. 25-årsjubileum.
Grafiken i spelen utvecklades till Super Nintendo Entertainment System-standard, och många buggar från originalspelen ordnades. Ljuden och bakgrundsmusiken fick också ny karaktär från dess originalrepresentationer. En sparfunktion tillkom även i alla spelen.